# Markovo (Chorwacja)
Markovo – wieś w Chorwacji, w żupanii virowiticko-podrawskiej, w mieście Slatina. W 2011 roku liczyła 131 mieszkańców.